# Бело Брдо (средњовековни рудник)
Бело Брдо је било најмлађе средњовековно рударско насеље и рудник Копаоничке рудне области, у коме се вадило сребро и олово. Сматра се да је настало нешто пре 1438. године, када се први пут помиње у изворима, а средином XV века се у њему развила знатнија дубровачка колонија.
Његова експлоатација је настављена и након пада Српске деспотовине, средином XV века, а подаци о његовим приходима се помињу у отоманским пописима (1488/1491. и 1530/1531). Дубровачка колонија се угасила током друге деценије XVI века, а сматра се да је читаво Бело Брдо напуштено до краја истог века.
Сам локалитет се налази испод Небеских столица, јужно од Панчићевог врха, а од 1933. године обновљена је рударска активност на овом подручју, отварањем новог рудника.